# Stora Högholmen, Borgå
Stora Högholmen är en ö i Finland. Den ligger i Finska viken och i kommunen Borgå i den ekonomiska regionen  Borgå i landskapet Nyland, i den södra delen av landet. Ön ligger omkring 51 kilometer öster om Helsingfors.
Öns area är 8,3 hektar och dess största längd är 390 meter i nord-sydlig riktning. Ön höjer sig omkring 25 meter över havsytan.